# Mademoiselle Bellerose
Pour les articles homonymes, voir Gassot.
Nicole Gassot, dite Mademoiselle Bellerose, est une actrice française née en 1605 et décédée en 1679. Mariée en secondes noces à Pierre Le Messier, dit Bellerose, elle entre à l'Hôtel de Bourgogne en 1638 et prend sa retraite en 1660. Entre ces deux dates, elle est considérée comme l'actrice principale et la plus admirée de l'Hôtel de Bourgogne.
En 1635, Isaac de Benserade écrit pour elle sa tragédie Cléopâtre. Parmi les rôles qu'elle a créés pour les pièces de Pierre Corneille, citons ceux de Camille dans Horace (1639), d'Émilie dans Cinna (1639) et de Cléopâtre dans Rodogune (1644).